# Erfdienstbaarheid (België)
Een erfdienstbaarheid (Frans: servitude; Duits: Dienstbarkeit) is een zakelijk gebruiksrecht in het Belgisch goederenrecht. Erfdienstbaarheden worden geregeld in de artikelen 3.114 tot 3.137 van het Burgerlijk Wetboek (BW).

## Definitie
Naar Belgisch recht is een erfdienstbaarheid een last op een erf gelegd tot gebruik en tot nut van een erf dat aan een andere eigenaar toebehoort (art. 637 BW).
Met andere woorden zijn vereist:
- twee erven;
- die eigendom zijn van verschillende personen;
- waarbij het ene erf een last draagt en het andere erf een nut ondervindt;
- en waarbij de eigenaar van het lijdende erf niet tot iets mag worden verplicht, maar waarbij hij enkel iets moet laten of gedogen.[1]

Het erf dat de last draagt, noemt men het lijdende erf. Het erf dat nut ondervindt, noemt men het heersende erf.
Het recht om op het erf van de buurman te wandelen is geen erfdienstbaarheid, omdat het nut dat hierbij ontstaat ten bate is van een persoon en niet van een ander erf. Echter het recht om op het beboste erf van de buurman hout te sprokkelen om de eigen woning mee te verwarmen, kan wel een erfdienstbaarheid zijn. Wat overigens wel mogelijk is, is het recht van uitweg en het recht van doorgang in de gevallen waar een erf niet verbonden is aan de openbare weg.

## Kenmerken
Ten eerste is een erfdienstbaarheid als zakelijk gebruiksrecht een zakelijk recht. Zakelijke rechten onderscheiden zich van persoonlijke rechten en intellectuele rechten.
Ten tweede is het kenmerkend voor een erfdienstbaarheid dat de last objectief is: ze is opgelegd aan een goed, meer bepaald aan een erf, en nooit aan een persoon.
Ten derde is een erfdienstbaarheid een onroerend goed door het voorwerp (art. 3.49 BW). Erfdienstbaarheden kunnen immers slechts worden gevestigd op erven, en dat zijn onroerende goederen. Doordat erfdienstbaarheden enkel kunnen worden vastgelegd op onroerende goederen, impliceert dit dat de titel die een erfdienstbaarheid in het leven roept steeds moet worden overgeschreven op het kantoor van de Algemene Administratie van de Patrimoniumdocumentatie (art. 3.30, §1, 1° BW).
Ten vierde kunnen erfdienstbaarheden in principe eeuwigdurend zijn.

## Vormen van erfdienstbaarheden
Naar Belgisch recht zijn er twee soorten erfdienstbaarheden:
- de erfdienstbaarheden door menselijk handelen (art. 3.117 tot 3.128 BW);
- en de wettelijke erfdienstbaarheden (art. 3.129 tot 3.137 BW).

### Erfdienstbaarheden door menselijk handelen

#### Wijzen van verkrijging
Erfdienstbaarheden door menselijk handelen kunnen worden verkregen op drie manieren.
Ten eerste kunnen alle erfdienstbaarheden ontstaan door een rechtshandeling (art. 3.117 BW). Erfdienstbaarheden die ontstaan door een rechtshandeling kunnen worden bewezen door een titel van erkenning uitgaande van de titularis van het lijdend erf op het tijdstip van de opmaak ervan. Ze kunnen worden gevestigd door de eigenaar of titularis van een zakelijk gebruiksrecht binnen de grenzen van zijn recht.
Ten tweede kunnen zichtbare erfdienstbaarheden worden verkregen door verkrijgende verjaring (art. 3.118 BW).
Ten derde kan een erfdienstbaarheid ontstaat door bestemming door de eigenaar (art. 3.119 BW) wanneer twee thans van elkaar gescheiden percelen aan dezelfde eigenaar hebben toebehoord en er op het moment van de verdeling een dienstbaarheid bestaat tussen de percelen die tot stand gebracht of behouden werd door die enige eigenaar. Deze wijze van verkrijging geldt evenwel enkel voor erfdienstbaarheden die zichtbaar zijn op het tijdstip van de verdeling.
Voorbeelden van erfdienstbaarheden door menselijk handelen zijn het recht van doorgang en een bouwverbod.

#### Rechten en verplichtingen van de partijen
Het gebruik en de omvang van een erfdienstbaarheid door menselijk handelen worden bepaald door (art. 3.120 BW):
- de bedoeling van de partijen, zoals uitgedrukt in de vestigingsakte of erkenningsakte;
- de feitelijke uitoefening van de erfdienstbaarheid;
- of de plaatselijke gesteldheid van de dienstbaarheid.

De titularis van een erfdienstbaarheid mag alle werkzaamheden en bouwwerken uitvoeren die nodig zijn voor de uitoefening en het behoud van de erfdienstbaarheid. Die werkzaamheden en bouwwerken worden door hem en op zijn kosten uitgevoerd, tenzij die uitsluitend aan de fout van de titularis van het lijdend erf te wijten zijn. Indien die werkzaamheden en bouwwerken ook nuttig zijn voor het lijdend erf, worden deze kosten gedeeld volgens het nut ervan voor elk perceel (art. 3.121 BW).
De titularis van het lijdend erf mag niets doen dat de uitoefening van de erfdienstbaarheid vermindert of minder gemakkelijk maakt. Hij mag de plaatsgesteldheid niet wijzigen en mag de uitoefening van de erfdienstbaarheid niet verplaatsen, tenzij daartoe een objectief belang bestaat. In geval van verplaatsing moet hij op eigen kosten aan de eigenaar van het heersend erf een plaats op het lijdend erf aanbieden waarop de rechten even gemakkelijk kunnen worden uitgeoefend (art. 3.124 BW).
De titularis van het heersend erf mag de uitoefening van de erfdienstbaarheid wijzigen, rekening houdend met de technische en maatschappelijke evoluties sinds het ontstaan van de erfdienstbaarheid en dit onder voorbehoud van de wil van de partijen en het doel van de erfdienstbaarheid (art. 3.125 BW).

#### Specifieke wijzen van tenietgaan
Erfdienstbaarheden doven geheel of gedeeltelijk uit door het niet uitoefenen daarvan gedurende dertig jaar, ongeacht of zulks het gevolg is van een menselijk handelen, een materiële belemmering of overmacht. De termijn van dertig jaar begint te lopen vanaf het onbruik (art. 3.126 BW).
Alle erfdienstbaarheden doven bovendien uit wanneer het lijdend en het heersend erf tot dezelfde eigenaar gaan toebehoren, al kan er later wel een erfdienstbaarheid door bestemming door de eigenaar ontstaan wanneer de onroerende goederen opnieuw gescheiden worden (art. 3.127 BW).
Op verzoek van de eigenaar van het lijdend erf kan de rechter daarnaast ook de afschaffing van een erfdienstbaarheid bevelen wanneer deze ieder nut, zelfs voor de toekomst, voor het heersend erf heeft verloren (art. 3.128 BW).

### Wettelijke erfdienstbaarheden
Tot de wettelijke erfdienstbaarheden behoren de erfdienstbaarheden van openbaar nut en de erfdienstbaarheden van privaat nut (art. 649 BW). Ze zijn opgelegd door ofwel een federale wet, ofwel door deelstatelijke decreten of ordonnanties.

#### Openbaar nut
Voorbeelden van wettelijke erfdienstbaarheden van openbaar nut of openbare erfdienstbaarheden zijn erfdienstbaarheden om niet te bouwen naast vestingen, militaire vliegvelden, begraafplaatsen, wouden, minerale of thermale bronnen enz., maar ook de eeuwigdurende erfdienstbaarheden van de NMBS en Infrabel op elkaars spoorweginfrastructuur (art. 156quater en 215bis van de wet van 21 maart 1991 betreffende de hervorming van sommige economische overheidsbedrijven).
Daarnaast bestaan er ook lasten voor bepaalde erven die strekken tot openbaar nut, maar die geen erfdienstbaarheden zijn omdat ze niet ten behoeve van een heersend erf zijn. Voorbeelden hiervan zijn:
- het bouwverbod langs een Belgische landsgrens;
  - (voor de landsgrenzen met Frankrijk, Luxemburg en Nederland: wet van 5 april 1887 tot goedkeuring van de verklaring tot wijziging van artikel 69 van het grensverdrag van Kortrijk van 28 maart 1820, ondertekend te Parijs op 15 januari 1886 tussen België en Frankrijk, en van de verklaring tot wijziging van artikel 28, §1 van de grensovereenkomst van Maastricht van 7 augustus 1843, ondertekend te Brussel op 26 maart 1886 en te Luxemburg op 2 april 1886);[5]
  - (voor de landsgrens met Duitsland: wet van 15 mei 1931 tot goedkeuring der schikking betreffende de gemeenschappelijke grens tussen België en Duitsland, ondertekend te Aken, op 7 november 1929, alsmede der bijgevoegde twee akkoorden en protocol dezelfde dag ondertekend);[6]
- het bouwverbod langs een spoorweg (art. 19-24 van de wet van 27 april 2018 op de politie van de spoorwegen);[7]
- het bouwverbod langs een autosnelweg (art. 10-11 van de wet van 12 juli 1956 tot vaststelling van het statuut der autosnelwegen);[8]
- het bouwverbod langs beschermd duinengebied (art. 52, §1, eerste en tweede lid van de wet van 12 juli 1973 op het natuurbehoud, ingevoerd bij het Vlaamse decreet van 14 juli 1993);[9]
- het dulden van elektrische, gas- en waterleidingen (art. 1 wet 10 januari 1938 tot regeling van het gebruik door de openbare besturen, de vereenigingen van gemeenten en de concessiehouders van openbare diensten of van diensten van openbaar nut, van de openbare domeinen van den Staat, van de provinciën en van de gemeenten, voor het aanleggen en het onderhouden van leidingen en inzonderheid van gas- en waterleidingen);[10]
- het dulden van kabels, bovengrondse lijnen en bijbehorende uitrustingen voor telecommunicatie (art. 97 tot 104 van de wet van 21 maart 1991 betreffende de hervorming van sommige economische overheidsbedrijven);[noot 3][4]
- het dulden van telefoon- en telegraafverbindingen voor militaire doeleinden (wet van 3 januari 1934 betreffende het aanleggen van onder- of bovengrondsche telefoon- en telegraafverbindingen voor 's Lands defensieve organisatie);[11]
- de trekwegen;[12]
- de rechten van gehuchten op bronwaters (art. 643 BW);
- het graafrecht (art. 1-10 Veldw.);
- enzovoort.

#### Privaat nut

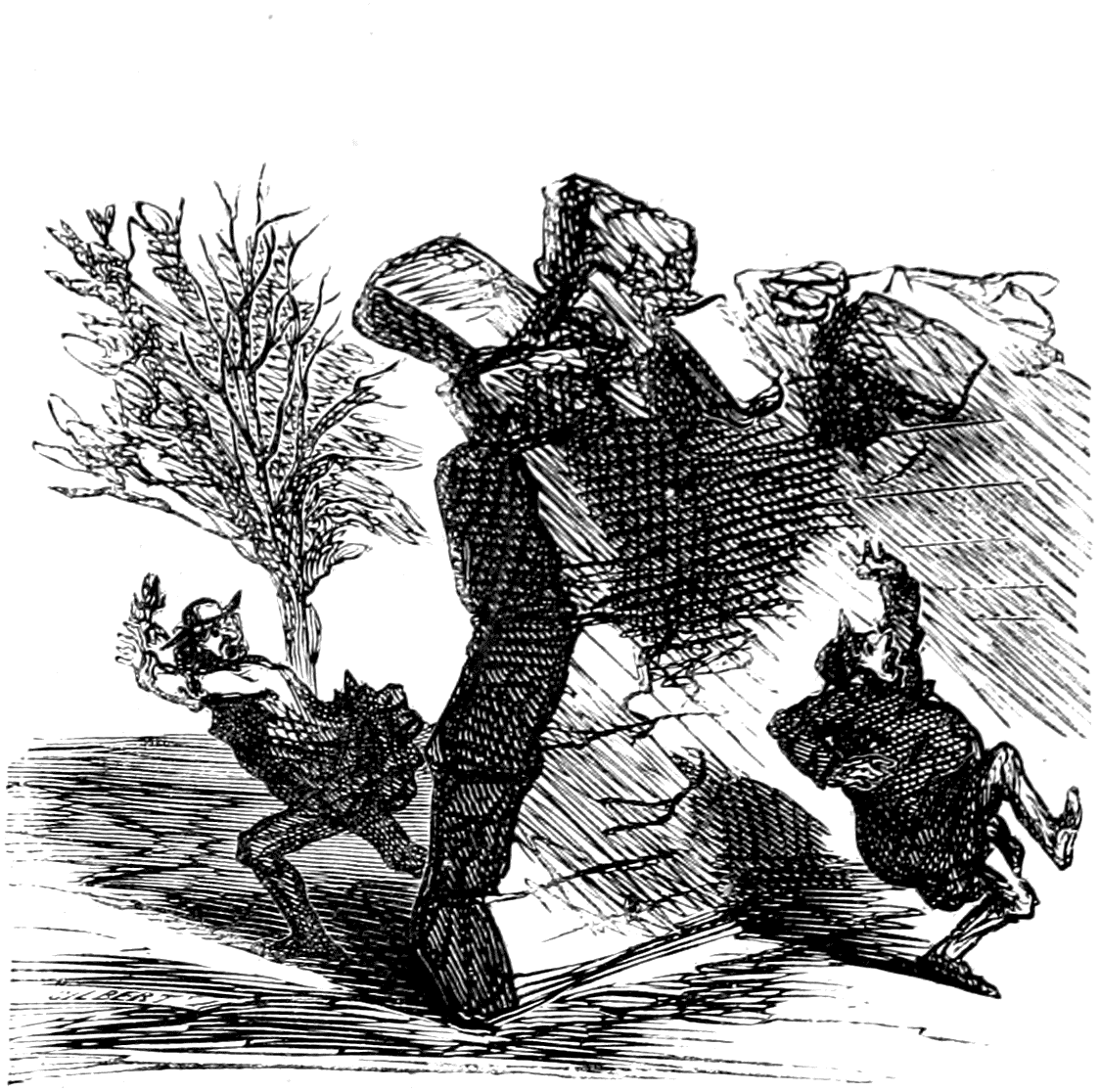
Karikatuur van het recht van de gemene muur die niet stevig genoeg is om er balken in aan te brengen (art. 659 BW). La loi ne dit pas lequel des deux propriétaires le recevra sur la tête lorsqu’il viendra à tomber.

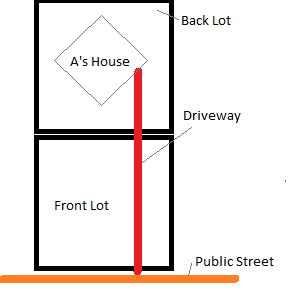
Voorbeeld van een recht van uitweg. Het erf van A is niet verbonden met de openbare weg. Daarom kan A op basis van art. 682 BW bij de rechter een recht van doorgang vorderen vanaf zijn erf (het heersende erf) over het tussenliggende erf (het lijdende erf).

De wettelijke erfdienstbaarheden zijn gegroepeerd als volgt:
- wettelijke erfdienstbaarheden inzake water
  - de waterafvloeiing tussen naburige percelen (art. 3.129 BW)
  - de regeling voor bronnen en waterlopen (art. 3.130 BW)
  - dakdrop (art. 3.131 BW)
- wettelijke erfdienstbaarheden inzake afstanden
  - afstanden voor vensters, muuropeningen en soortgelijke werken (in het oud BW bekend als "lichten en uitzichten") (art. 3.132 BW)
  - afstanden van beplantingen (art. 3.133 BW)
  - overhangende takken en wortels (art. 3.134 BW)
- wettelijke erfdienstbaarheden inzake ingeslotenheid
  - recht van uitweg (artt. 3.135 – 3.137 BW)

Het ladderrecht uit het oud art. 31 Veldw. is opgenomen in het nieuw Burgerlijk Wetboek.
Zodra de wettelijke voorwaarden ertoe zijn vervuld, ontstaan wettelijke erfdienstbaarheden in principe van rechtswege. Een uitzondering daarop is het recht van uitweg. Daarvoor komt de rechter tussen.

## Soorten erfdienstbaarheden

### Zichtbaar en onzichtbaar
Erfdienstbaarheden zijn zichtbaar of onzichtbaar (art. 3.115, eerste lid BW). Zichtbare erfdienstbaarheden zijn deze die voor een normaal voorzichtige en redelijke titularis van een zakelijk recht op het lijdend erf zichtbaar zijn door duurzame en zichtbare bouwwerken of een geregelde activiteit, waarvan er sporen zijn op het lijdende erf, zoals bijvoorbeeld een deur, een venster of een waterleiding. De overige erfdienstbaarheden zijn niet zichtbaar, zoals bijvoorbeeld een bouwverbod (art. 3.115, tweede lid BW).
De relevantie van dit onderscheid in soorten zit hem in de verkrijgende verjaring. Immers kunnen enkel zichtbare erfdienstbaarheden ontstaan door middel van verkrijgende verjaring (art. 3.118 BW), mits naleving van de nodige verjaringstermijnen (art. 3.26 en 3.27 BW).

### Voortdurend en niet-voortdurend
Sinds 1 september 2021 is het onderscheid tussen voortdurende en niet-voortdurende erfdienstbaarheden afgeschaft. Voordien maakte de wet wel een onderscheid tussen voortdurende en niet-voortdurende erfdienstbaarheden (art. 688, eerste lid oud BW). Voortdurende erfdienstbaarheden waren deze waarvan het gebruik voortdurend is of kan zijn, zonder dat daartoe telkens een daad van de mens nodig is. De wet gaf als voorbeelden waterlopen, goten en de rechten van lichten en uitzichten (art. 688, tweede lid oud BW). Niet-voortdurende erfdienstbaarheden waren deze waarbij er wel steeds een daad van de mens vereist is opdat ze zouden worden uitgeoefend. De wet gaf hier als voorbeelden het recht van overgang, het recht op bronnen en het recht van klauwengang en stoppelweide (art. 688, derde lid oud BW). Het loutere gegeven dat er niet continu water stroomt door een waterleiding maakte die waterleiding nog niet tot een niet-voortdurende erfdienstbaarheid. Ze werkte immers automatisch, wat voldoende was om ze als voortdurend te beschouwen.
Voor 1 september 2021 konden enkel voortdurende, zichtbare erfdienstbaarheden ontstaan door middel van verkrijgende verjaring en dat na 30 jaar (art. 690 oud BW).

## Tenietgaan van erfdienstbaarheden
Het tenietgaan van erfdienstbaarheden is geregeld in de artikelen 703 tot 710bis BW. Niettegenstaande het gegeven dat erfdienstbaarheden eeuwigdurend kunnen zijn, kunnen ze immers ook tenietgaan, en wel door:
- het materieel onmogelijk worden van de uitoefening ervan (art. 703 BW), deze kunnen echter herleven (art. 704 BW);
- vermenging van beide erven in dezelfde hand (beide erven behoren dan toe tot het vermogen van dezelfde eigenaar (art. 705);
- uitdovende verjaring na 30 jaar (art. 707-710 BW);
- het verlies van elk nut (art. 710bis BW);
- afstand van het recht door de eigenaar van het heersend erf;
- het wegvallen van de noodzakelijkheid bij het recht van uitweg;
- het tenietgaan van de constitutieve titel.